# Koninklijk
 (janvier 2008).
Notion similaire au titre royal en Belgique
Le prédicat Koninklijk (royal en français) est une dénomination honorifique accordée par le roi ou la reine à certaines entreprises et associations des Pays-Bas.

## Historique
Le prédicat royal (Koninklijk) est accordée aux Pays-Bas aux entreprises, aux associations et aux institutions néerlandaises qui en font la demande et qui remplissent certaines conditions. Ces organisations peuvent alors ajouter le prédicat Koninklijk(e) à leur nom ou bien une couronne à leur logo.

### Les conditions d'attributions
Les conditions les plus connues pour l'obtention d'un prédicat royal sont la place significative de l'organisation dans son secteur d'activité, la notoriété nationale, une durée de vie de 100 ans ou plus (en principe) et l'obligation d'exercer une activité respectable (pas de drogue ou de prostitution par exemple).

### La demande de Koninklijk
La demande doit être effectué à la mairie où siège l'organisation qui veut obtenir le prédicat royal. Le maire envoie la demande au commissaire du Roi de la province dans laquelle se trouve la commune. Ce dernier fait une enquête approfondie sur l'organisation demandeuse auprès des ministères et de la chambre de commerce. Le commissaire transmet ensuite le dossier au Roi qui prend sa décision après la consultation d'un conseil spécial.
Une fois que le Roi a accordé son prédicat royal, l'entreprise ou l'association s'engage à conserver soigneusement les documents délivrés (l'arrêté royal, le diplôme et le dossier).
La demande de prédicat royal doit se faire lors d'un anniversaire particulier de l'organisation demandeuse (100 ans, 125 ans etc.).
En principe le prédicat royal est accordé pour 25 ans. Une société doit aussi renouveler sa demande de prédicat royal si elle est absorbée ou si elle fusionne avec une autre société.

### Nombre de Koninklijk
Selon le site de la fondation royale, 550 sociétés, associations et institutions ont le prédicat royal des Pays-Bas en 2006.

### La fondation royale
Les entreprises et associations ayant obtenu le prédicat royal ont commencé à vouloir se regrouper et échanger autour de leurs intérêts communs. Les premiers contacts ont été pris en 1992 et la fondation a été créée officiellement le 17 mars 1995.

### Événement
Le prédicat royal des Pays-Bas a fêté ses 200 ans d'existence en 2007. La fondation royale a organisé une série d'événements cette année-là sous l'appellation Royal Dutch 2007.

### Exemples
La plupart des entreprises Néerlandaises dont le nom commence par K sont des entreprises Koninklijk (KPN, KLM), les associations comme la Fédération des Pays-Bas de football (KNVB) aussi.
Royal Dutch Shell a choisi d'utiliser le prédicat royal en anglais.
Les groupes Douwe Egberts, Philips, Grolsch, Ahold utilisent le terme Koninklijk dans leur dénomination officielle mais ne communiquent pas avec. Ahold utilise néanmoins la couronne royale sur son logo.
La société TNT utilise la couronne royale uniquement aux Pays-Bas.
Les grands bâtiments comme théâtre Schouwburg à La Haye ou le palais royal des Pays-Bas ont le Koninklijk.